# شنيانغ جيه-16
شنيانغ جيه-16 (بالإنجليزية: Shenyang J-16)‏ هي مقاتلة ضاربة أنتجت في 2012 بالصين. من صناعة شركة طائرات شنيانغ. دخلت الخدمة في 2013، صنع منها 24 طائرة.